# 久保赳
久保 赳（くぼ たけし、1920年4月1日 - 2011年4月1日）は、日本の建設技官。初代建設省下水道部長や、日本下水道事業団理事長、日本下水道協会理事長を務め、日本の下水道行政の基礎を築いた。1994年には日本人として初めてストックホルム水賞を受賞した。勲二等瑞宝章受章。

## 人物・経歴
北海道夕張市生まれ。北海道庁立札幌第一中学校（現北海道札幌南高等学校）を経て、1944年北海道帝国大学工学部土木工学科卒業。満洲国政府高等官試補、神戸市復興本部を経て、建設省が発足した1948年に同省に入省し、水道課に配属された。建設省下水道課長を経て、初代建設省下水道部長や、日本下水道事業団理事長、日本下水道協会理事長を務め、流域下水道計画を推進し、長與專齋、關一、ウィリアム・K・バートン、中島鋭治らと並んで、日本の下水道事業を軌道に乗せた技術者と評された。1994年春の叙勲で勲二等瑞宝章を受章。

## 著書
- 『熊蜂のごとく―遺稿久保赳自伝』水道産業新聞社 2012年
- 『久保赳博士が遺されたもの』日本下水道協会 2012年